# Gare de Blackfriars
La gare de Blackfriars dite aussi Londres-Blackfriars (en anglais : Blackfriars station ou London Blackfriars railway station) est une grande gare ferroviaire londonienne, située en cul-de-sac. Opérée par la Network Rail, elle ouvre en 1886 sous le nom de St Paul's, remplaçant la gare de Blackfriars Bridge, située sur le pont du même nom. D'architecture victorienne, ses quais sont en partie situés sur la Tamise, et est desservie par la station Blackfriars des lignes Circle et District du métro de Londres.

## Histoire
Elle a été créée par le London, Chatham and Dover Railway (LCDR) en 1886 sur la ligne entre le sud de Londres et Holborn Viaduct ou Farringdon, qui est ouvert en 1864.  Elle a d'abord porté le nom de St Paul's (d'après le nom de la Cathédrale Saint-Paul), elle est renommée Blackfriars en 1937.

## Service des voyageurs

### Intermodalité
Il y a aussi une station de métro sur les Circle et District Line - voir Blackfriars (métro de Londres)